# (3199) Néfertiti
Pour les articles homonymes, voir Nefertiti.
Ne doit pas être confondu avec (1068) Néfertiti.
(3199) Néfertiti est un astéroïde Amor découvert le 13 septembre 1982 par les astronomes américains Carolyn S. Shoemaker et Eugene M. Shoemaker. Le lieu de découverte est Palomar (675). Sa désignation provisoire était 1982 RA.
Sa distance minimale d'intersection de l'orbite terrestre est de 0,215851 ua.

## Nom
Les recommandations du Centre des planètes mineures précisent que deux objets d'une même catégorie ne peuvent pas porter le nom de la même personne. Cet astéroïde fait donc figure d'exception puisque (1068) Néfertiti est également nommé d'après le même personnage.